# Satubinha
Satubinha là một đô thị thuộc bang Maranhão, Brasil. Đô thị này có diện tích 605,838 km², dân số năm 2007 là 8316 người, mật độ 13,73 người/km².